# 61e bataillon de tirailleurs sénégalais
Le 5e Bataillon de Tirailleurs Sénégalais (ou 61e BTS) est un bataillon français des troupes coloniales.

## Création et différentes dénominations
- --/--/----: Création du 61e Bataillon de Tirailleurs Sénégalais

## Historique des garnisons, combats et batailles du61eBTS
- 31/05/1917: Le bataillon reçoit la 1re compagnie du 89e BTS qui vient d'être dissous
- 03/12/1918: Le bataillon reçoit des renforts du 83e BTS

- 08 - 09/02/1919: Le bataillon reçoit 383 tirailleurs du 82e BTS (en vue de la constitution des 10e et 11e Régiments de Tirailleurs Sénégalais)
- 19/02/1919: Le bataillon reçoit 28 tirailleurs du 82e BTS

## Faits d'armes faisant particulièrement honneur au bataillon
Certificat de Citation:
•Le nommé Girard , François , sergent a été cité à l’Ordre de la 3 eme brigade d’infanterie Coloniale N•43 En date du 12 mai 1917 motif suivant : « Au cours de l’attaque du 16 avril 1917, et bien que soumis à un feu violent de mitrailleuses a eu une très belle attitude en montant à l’assaut »

### Sources et bibliographie
Mémoire des Hommes